# Мамила
Мамила (хебр. ממילא) јесте четврт Јерусалима која је настала крајем 19. века изван Старог града, западно од Јафа капије.
До 1948. Мамила је био мешовити јеврејско-арапски пословно оријентисани округ. Између 1948. и 1967. налазио се дуж линије примирја између израелског и јорданског сектора града, а многе зграде су уништене јорданским гранатирањем. Израелска влада је одобрила пројекат урбане обнове за Мамилу, расподеливши земљиште за стамбене и пословне зоне, укључујући хотеле и канцеларијски простор. Мамила Мол отворен је 2007.

## Географија
Насеље се налази унутар северозападног продужетка долине Хином, која се протеже од југозападног угла Старог града дуж западног зида града. Комшилук је омеђен Јафа капијом и јафским путем на истоку и северу, центром града и четврти Рехавија изнад њега на западу, и узлазном падином Јемин Моше дуж југозападне ивице.
Укупна површина Мамиле је 120 дулума (0,12 километара квадратних ).